# Antoine Chanlatte
Pour les articles homonymes, voir Chanlatte (homonymie).
Antoine Chanlatte, né en 1753 à Port-au-Prince (Haïti) et mort le 16 novembre 1815 à Paris, est un général français de la révolution et de l’Empire.

## États de service
Il entre en service comme fusilier dans la milice de Saint-Domingue en 1776, il est nommé sergent en 1777 et en 1791, il est affecté à la garde nationale de Saint-Marc. Il reçoit son brevet de capitaine en 1792, et celui de chef de brigade en septembre 1793. Mulâtre, il prend le parti des commissaires Sonthonax et Polverel au cours de la bataille du Cap-Français. Il assiste le 18 mai 1794, au ralliement de Toussaint Louverture son ennemi de la veille.
Le 13 vendémiaire an IV (5 octobre 1795), il est blessé dans les rangs des défenseurs de la convention que commande Bonaparte. Il est promu général de brigade d’infanterie le 24 octobre 1795, et il est élu député de l’ile de Saint Domingue au conseil des cinq-cents, mais il n’est pas admis à siéger. 
En 1798, il est de retour à Saint-Domingue avec le général Hédouville. Le 4 octobre 1799, il est nommé commissaire provisoire de la république à Santo-Domingo d’où Toussaint veut chasser le général de Kerverseau, puis il tente de s’opposer à la prise de possession de la partie Espagnole par Louverture. Le 22 février 1801, après la défaite, il quitte l’ile pour le Venezuela afin de préparer son retour en France.
Rentré en France en 1801, il reste sans affectation. Il est remis en activité à l’armée des côtes de l'Océan le 15 août 1805 au camp de Saint-Omer. Il est ensuite envoyé au camp de Boulogne pour diriger l’instruction des gardes nationales. Le 26 septembre 1809, à la dissolution de cette armée, il est mis en non activité.
Il est admis à la retraite le 23 août 1810.

## Sources
- (en) « Generals Who Served in the French Army during the Period 1789 - 1814: Eberle to Exelmans »
- Thierry Pouliquen, « Les généraux français et étrangers ayant servis [sic] dans la Grande Armée » (consulté le 7 juillet 2013)
- Bernard Gainot, Les officiers de couleur dans les armées de la République et de l'Empire (1792-1815), 2007
- Pamphile vicomte de Lacroix, La Révolution de Haïtï, 1819
- Georges Six, Dictionnaire biographique des généraux & amiraux français de la Révolution et de l'Empire (1792-1814), Paris : Librairie G. Saffroy, 1934, 2 vol., p. 220
- Thomas Madiou, Histoire d'Haïti, t. I, Port-au-Prince, Imprimerie de JH. Courtois, 1847, 362 p. (lire en ligne).